# Marianne Pumb
Marianne Pumb (* 1961 in Neubrandenburg; † August 2016 in Berlin) war eine deutsche Dichterin und Schriftstellerin.

## Leben
Marianne Pumb wurde als Marianne Zarft als Tochter eines Pastors in Neubrandenburg geboren. Aufgrund fehlender Mitgliedschaft bei den Pionieren und in der FDJ wurde ihr die Zulassung zur Erweiterten Oberschule (EOS) verweigert wie auch später zum staatlichen Hochschulstudium. Von 1977 bis 1980 absolvierte sie eine Ausbildung zur Krankenschwester an der Medizinischen Fachschule in Berlin-Buch.
Von 1980 bis 1989 arbeitete sie als Kranken- und Gemeindeschwester. Von 1980 bis 1982 besuchte sie die Abendschule, die sie mit dem Abitur abschloss. Von 1994 bis 2004 war sie im Sekretariatsdienst der Evangelischen Zentralstelle für Weltanschauungsfragen tätig.
Marianne Pumb war verheiratet mit Joachim Pumb, mit dem sie eine Familie gründete. Joachim Pumb verstarb 2006. Die Autorin starb nach langer Krankheit 2016 in Berlin.

## Künstlerischer Weg
Seit 1977 lebte sie in Berlin, wurde Krankenschwester und veröffentlichte ihre ersten Texte u. a. für Kulturprogramme der Medizinischen Fachschule „Dr. Georg Benjamin“. Dort wurde sie wegen politischer Differenzen ausgegrenzt. Aus politischer Überzeugung lehnte sie einen Literaturpreis ab, der eine Einladung zu einem bedeutenden Poetenseminar der DDR zur Folge gehabt hätte. Nach 1989 begann sie damit, professionell zu schreiben. Sie veröffentlichte in Zeitschriften und Anthologien, hielt Lesungen und arbeitete in Projekten mit Musikern und bildenden Künstlern zusammen. Gedichte von ihr wurden von Thomas Aderhold vertont.
Ihr 2009 erschienener Roman Unter uns Pastorentöchtern … thematisiert das Aufwachsen als Pastorentochter in der DDR. Das Buch Mauerschatten, veröffentlicht zusammen mit Helga Bürster, erzählt zum 50. Jahrestag des Mauerbaus von 50 Jahren Frauenleben in Ost und West.
In den letzten Lebensjahren wandte sich Pumb verstärkt der Malerei zu.

## Werke
Gedichtbände
- Limettensonne. Gedichte, Geest-Verlag 2003, ISBN 978-3-936389-86-9
- Mit Flügeln flinkeln – Gedichte und Geschichten, Geest-Verlag 2005, ISBN 978-3-937844-63-3
- Die Liebe scheint wirrich, Geest-Verlag 2008, ISBN 978-3-86685-109-2

Roman
- Unter uns Pastorentöchtern, Geest-Verlag 2009, ISBN 978-3-86685-217-4

Erzählungen
- Mit Helga Bürster: Mauerschatten – Erzählung, Geest-Verlag 2011, ISBN 978-3-86685-302-7

Anthologie
- Rabenmutter sein, das ist nicht schwer ... : Erzählungen und Gedichte / Hrsg.: Kfd, Katholische Frauengemeinschaft Deutschlands, Regionalverband Kempen-Viersen, Geest-Verlag 2004

## Auszeichnungen
- Preis der 1. Berner Bücherwochen 2008[2].